# Graptemys
Las tortugas mapa (Graptemys) son un género de tortugas de la familia Emydidae. Son tortugas acuáticas originarias del este de Norteamérica. Se parecen a muchas otras especies de tortugas acuáticas, incluyendo Trachemys y Pseudemys, de las que se distinguen por desarrollar una quilla que se extiende a lo largo del centro del caparazón, y también porque suelen alcanzar un tamaño menor. Se les da el nombre de tortuga mapa por a las marcas que tienen en el caparazón. La esperanza de vida media de las tortugas mapa es de entre 15 y 30 años.

## Especies
- Graptemys barbouri (Carr y Marchland, 1942)
- Graptemys caglei (Haynes y McKnown, 1974)
- Graptemys ernsti (Lovich y McCoy, 1992)
- Graptemys flavimaculata (Cagle, 1954)
- Graptemys geographica (Le Sueur, 1817)
- Graptemys gibbonsi (Lovich y McCoy, 1992)
- Graptemys nigrinoda (Cagle, 1954)
- Graptemys oculifera (Baur, 1890)
- Graptemys ouachitensis Cagle, 1953
- Graptemys pearlensis (Ennen, Lovich, Kreiser, Selman, Qualls, 2010)
- Graptemys pseudogeographica (Gray, 1831) 
  - Graptemys pseudogeographica kohnii
- Graptemys pulchra (Baur, 1893)
- Graptemys versa (Stejneger, 1925)